# Фокизъм
Фокизъм (на испански: Foquismo) идва от (на испански: foco – фокус, източник на светлина) е съставна част от теорията геваризъм предложена и разработена от аржентинския революционер Че Гевара като продължение на маоистките принципи на водене на партизанска война. След неговата смърт продължител и последовател на тези идеи е съратникът му, френският философ и журналист Режи Дебре.
Според Ернесто Гевара фокизмът е приложим за развиващите се страни. Идеите му са базирани на марксизма-ленинизма, на тактиките на Сталин, отнасящи се до Народния фронт, както и на маоистките стратегии за народната война, но съчетани с развиващите се комунистически идеи по време на Студената война.